# نهائي كأس رابطة الأندية الإنجليزية المحترفة 1993
نهائي كأس رابطة الأندية الإنجليزية المحترفة 1993 هي المباراة النهائية من منافسة كأس رابطة الأندية الإنجليزية المحترفة 1992–93، أقيمت المباراة في 18 أبريل 1993، في ملعب ويمبلي، بين فريقي نادي أرسنال، وشيفيلد وينزداي، وفاز فيها نادي أرسنال، بعد أن هزم شيفيلد وينزداي، بنتيجة 2 - 1، وكان حكم المباراة Allan Gunn ‏.

## تفاصيل المباراة
لعبت المباراة النهائية في 18 أبريل 1993.
| نادي أرسنال | 2 -1 | شيفيلد وينزداي |
| ----------- | ---- | -------------- |
|             |      |                |